# SMS Arcona (1902)
Корабль его величества «Аркона» — девятый корабль из десяти лёгких крейсеров класса «Газелле» построенных для имперского германского флота. Получил имя по названию мыса Аркона на германском острове Рюген. В 1901 она была заложена на верфи АГ Везер в Бремене, спущена на воду в апреле 1902, вошла в состав Гохзеефлотте (флота открытого моря) в мае 1903. Была вооружёна главной батареей из десяти 105 мм орудий и двумя 45-м торпедными трубами. Могла развивать скорость в 21,5 узлов (39,8 км/ч).
Служила в составе Кайзерлихмарине, Рейхсмарине и Кригсмарине. В начале 1900-х служила в составе флота и за границей. Во время первой мировой войны использовалась как корабль береговой обороны, а затем как корабль поддержки подлодок в Атлантике. После войны краткий период провела в Рейхсмарине, была отозвана и использована на вспомогательной службе. После создания Кригсмарине в 1935 «Аркона» была преобразована в плавучую зенитную батарею и в ходе второй мировой войны использовалась для защиты некоторых германских портов. В последние дни войны была затоплена и в 1948-49 годах разобрана на металл.

## Описание
«Аркона» была заложена по контракту «Н», корпус был заложен на верфи АГ Везер в Бремене в 1901. Спущена на воду 22 апреля 1902 года, после чего начались работы по достройке корабля. 12 мая 1903 вошла в состав Гохзеефлотте (Флота открытого моря). Была 105 м длиной, 12,4 м шириной, имела осадку в 4,99 м, водоизмещение в 3180 т при полной боевой загрузке. Двигательная установка состояла из двух трёхцилиндровых машин производства АГ Везер, предназначенных для развития мощности в 8 тыс. лошадиных сил (6.000 кВт), корабль развивал скорость в 21,5 узлов (39,8 км/ч). Пар для машины образовывался в десяти угольных водотрубных котлах военно-морского типа. Крейсер мог нести 700 тонн угля, что обеспечивало дальность плавания в 4400 морских миль (8100 км) на скорости в 12 узлов (22 км/ч). Экипаж крейсера состоял из 14 офицеров и 256 матросов.
Вооружение крейсера составляли десять 105 мм скорострельных орудий системы SK L/40 на одиночных опорах. Два орудия были размещены рядом на носу, шесть вдоль бортов по три на каждом борту и два бок о бок на корме. Общий боезапас оставлял 1500 выстрелов, по 150 выстрелов на орудие. Орудия имели прицельную дальность в 12 200 м. Также корабль вооружён двумя 450 мм торпедными аппаратами с пятью торпедами. Аппараты были установлены в корпусе судна по бортам под водой. Корабль был защищён бронированной палубой толщиной от 20 до 25 мм. Толщина стен рубки составляла 80 мм, орудия были защищены тонкими щитами 50 мм толщины.

## Служба
После ввода в состав флота «Аркона» была приписана к разведывательным силам флота. В 1905 была приписана к дивизии крейсеров, вместе с однотипным кораблём «Фрауенлоб», крейсерами «Гамбург» и «Фридрих-Карл». В 1907 приступила к заморской службе, продлившейся три года. В 1909 году крейсировала у побережья США, заходила в Гонолулу. Находясь там, 10 декабря оказала помощь британскому торговому судну Celtic Chief севшему на риф у Гонололу. После того как с судна был снят груз, «Аркона» стащила его с рифа.
В 1910 вернулась в Германию и продолжила службу во флоте. В 1911-12 прошла модернизацию на имперской верфи в Вилгелмсхафене. С корабля были сняты два 105 мм орудия. На палубе были установлены два 500 мм торпедных аппарата, предусмотрен склад для хранения 200 мин. По возвращении к службе в 1913 корабль был отстранён от фронтовой службы и использовался как испытательный корабль для минной войны. В 1914 на корабль были установлены два орудия снятые в 1912. После начала первой мировой войны в августе 1914 «Аркона» служила как корабль береговой обороны. Позднее, она ушла в устье реки Эмс, где координировала радиосвязь с подлодками, атакующими британские торговые суда.
После войны Германия, согласно Версальскому договору, должна была обезвредить все мины в Северном море. В 1919-20 «Аркона» использовалась как плавучая база для минных тральщиков, осуществлявших разминирование. Затем в 1921 она вошла в состав новоорганизованного Рейхсмарине и служила до 1923, пока не была отстранена от службы. 15 января 1930 была вычеркнута из списков флота и служила в качестве плавучей казармы, первоначально в Вильгельмсхафене, после 1936 в Свинемюнде (после организации Кригсмарине) и в Киле после 1938, где оставалась до начала второй мировой войны в сентябре 1939.
В мае 1940 «Аркона» была преобразована в плавучую зенитную батарею в Свинемюнде, где и размещалась первоначально. Её вооружение в этой роли составили одно 105-мм орудие системы SK C/32, четыре 105 мм орудия системы SK C/33, два 37-мм орудия системы SK C/30 и четыре 20-мм орудия. В дальнейшем она переместилась в Вильгельмсхафен, где вошла в состав противовоздушной группы № 233, а после в Брунсбюттель. 3 мая 1945 экипаж «Арконы» затопил корабль, чтобы его не захватили союзники. Тем не менее, 7 мая после германской капитуляции силы британского королевского флота установили контроль над базой Брунсбюттель и захватили военные корабли, в число которых входили «Аркона», четыре подлодки и серьёзно повреждённый эсминец Z31. Германские экипажи под надзором британцев выгрузили боезапас и сняли вооружение с кораблей. Впоследствии «Аркона» в 1948-49 была разделана на металл.